# Łazar Miłoewić
Łazar Miłoewić (mac. Лазар Милоевиќ, ur. 20 stycznia 1975) – macedoński kajakarz górski specjalizujący się w slalomie, uczestnik letnich igrzysk olimpijskich.
Miłoewić był częścią zespołu niezależnych uczestników olimpijskich podczas igrzysk 1992 odbywających się w Barcelonie. Wystąpił w konkurencji C-1. Nie ukończył pierwszego przejazdu, natomiast w drugim uzyskał czas 2:35,22 i 15 sekund karnych. Ostatecznie jego rezultat wyniósł 170,22 s i zajął ostatnie, 31. miejsce spośród wszystkich zawodników.